# Глаштин
Глаштин (glashtyn или Manx: glashtin glashan, glaistyn, glastyn; IPA /ˈɡlæʃtɨn/) — создание из фольклора острова Мэн. Слово glashtin считается происходящим из кельтского Old Irish:glais, glaise, glas, "ручей" или иногда даже "море".
По некоторым сведениям, глаштин — это гоблин, который появляется из своего водного жилища для контакта с обычными людьми; другие относят его к водяным лошадям, известным здесь как "кавел-уштье".
Наконец, известный кельтолог Рис рассказывает, что его "информанты" спорили, некоторые считали "гластина" мэнской разновидностью брауни, а другие настойчиво утверждали, что это "серый такой жеребчик, выходящий на берега озёр по ночам".

## Теория оборотня
Два вышеприведённых конфликтующих мнения можно примирить, если рассматривать мэнского глаштина как оборотня. Недавние публикации на эту тему утверждают, что глаштин-лошадь время от времени принимает обличье человека, но выдаёт свою сущность, поскольку не может скрыть своих заострённых, как у лошади, ушей. Одна современная история говорит о том, как дочь рыбака перехитрила глаштина, который пришёл к ней домой ночью во время дождя (и от того был мокрым), в то время, как отец был продавал на рынке рыбу. Глаштина она узнала по лошадиным ушам, пока он спал, и устояла перед искушением взять нитку жемчуга, которой он соблазнял её, продержавшись до того момента, как красный петушок возвестил (преждевременно) приход рассвета (Matthews & Matthews 2006,). Здесь сказано, что глаштин умеет менять обличье в любое время до петушиного пения.

### Отношения с женщинами
Современное представление склоняется к изображению глаштина как "красивого темноволосого мужчину с кудрявыми волосами и блестящими глазами", своей привлекательной внешностью способного соблазнить женщину.
Это создание, с вариантом имени Глашан, было известно тем, что очень интересовалось женщинами и приставало к ним в довольно авантюрной манере, могло, например, хватать их за одежду и отрывать от неё куски.
Известна история о девушке, которую глашан поймал, крепко схватив за платье. Но пока он спал, она отрезала платье и сбежала, заставив того выбросить платье и произнести нечто по-мэнски, оставшееся собирателем фольклора Кэмпбеллом не понятым. Рёдер записывает аналогичную историю о женщине, которая ослабила завязки передника, чтобы избавиться от схватившего её глаштина, и его слова были: 'Rumbyl, rumbyl, cha vel ayms agh yn sampyl' (Юбка, юбка, у меня есть, но только кусок).

## Ранние фольклорные собрания
Несмотря на рационализацию с помощью теории оборотня, ранние собиратели фольклора Мэна способны были собрать только разрозненные, противоречивые сведения о глаштине из различных источников (приводимые ниже в пример в кавел-уштье), некоторые делали его примерно как Фенодири или родственными духами, а другие настаивали, что это водяная лошадь. Аналогичная дихотомия свойственна и скандинавским никсам.

### Джозеф Трэйн
История острова Трэйна представляет одну из самых ранних записей о глаштине. В одном месте он утверждает, что глаштин — это водяная лошадь, и этот морской глаштин является из своего морского обиталища, смешивается с местными бродячими пони и производит потомство. Более ранний историк Джордж Уолдрон описывает такое поведение, как свойственное водяному быку (см. тару-уштье ниже), но не подтверждает таких сведений о водяных лошадях.
Трэйн также утверждал, что прославленный Hom Mooar (означающий "Большого Тома", имя сказочного скрипача, как объясняется в "Словаре англо-мэнского диалекта"), был глаштином. Как подтверждающий пример он приводит историю Уолдрона, в которой невидимые музыканты заманивают одного человека на странный пир, и он получает серебряную чашу, которая потом использовалась для освящения вина в церкви в Малю, хотя Уолдрон не называл волшебных музыкантов глаштинами или "Большим Томом".
Трэйн утверждал, что использовал в качестве источника MS Account of Manks Superstition, исследование фольклора, которое он заказал специально для своей работы у местного жителя.

## Тару-уштье
tarroo-ushtey ([taru ˈuʃtʃə] Mx. for "водяная лошадь")
Мэнский историк и собиратель фольклора Артур Уильям Мур также оказался неспособен избежать дихотомии, связанной с глаштином. В одном примере Мур представляет глаштина "волосатым гоблином или эльфом". Однако в другом случае он говорит, что глаштин — другое название для "кавел-ушьте", "водяной лошади".
Мур говорит, что лошадь видели в 1859 г. в  Долине Баллура, и, когда его заметили, народ из близлежащего Рэмси повалил туда, но никто его увидеть не смог. В долина под Гленмайским Водопадом (близ Пила; см. историю Моррисона ниже) жил призрак человека, который нечаяно сел на спину глаштину или кавел-уштье, и утонул в море. (Мур взял обе эти истории из книги Дженкинсона, опубликованной в 1874 г., источником первой была "жена почтенного фермера из Рэмси", которая рассказала Дженкинсону об этом случае 15-летней давности).
Тем не менее, последние публикации считают кавел-уштье не таким злобным, как шотландский эх-ушкье.

## Глашан
Шотландский фольклорист Джон Кэмпбелл собрал у одной женщины с острова Каф-оф-Мэн сведения относительно глашана. Она описывает существо, помогающее фермеру, собирающее овец из отары, обмолачивающее колосья, которые он отсавлял не связанными – свойства, в других местах приписываемые фенодири.

## Внешние ссылки
- Introduction to Celtic studies: Isle of Man (George Broderick)

### Сноски
1. 1 2  Cregeen 1835, Dict.,  p. 79, "Glashtin, sm a goblin, a sprite"
2. 1 2  Train 1845,p. 147
3. ↑  Moore 1891,p. 52
4. ↑  Roeder 1895—1901, Contribb. to Mx. Folk Lore, p.
5. ↑  Campbell 1860, vol.1,p.liii-liv
6. ↑  Mackillop 1998 Dict.
7. ↑  glais, glaise, glas "a stream, streamlet, rivulet, current : common in place-names" eDIL Архивная копия от 5 июля 2007 на Wayback Machine
8. ↑  Blind 1881, p. 204 "In the Isle of Man.. the Water-Horse under the name of Glashtin, Glashtan, or Glashan (glaise, glais, or glas in Keltic speech, signifies a small stream; glas also the sea)
9. ↑  .Kneen 1925, "Chapter:Parish of Kirk Lonan", entry for Mullenbeg "little mill", which had an alternate name Nikkesen [nikasan] derived from the Scandinavian nykr.
10. ↑  Cregeen 1866, Dict.: Kelly has "it a goblin, an imaginary animal which rises out of the water" (quoted in Roeder 1895—1901)
11. ↑  Rhys'"`UNIQ--nowiki-00000000-QINU`"'1901, p. 286.
12. ↑  Mackillop 1998, "(in) human form ... could not hide his horse's ears."
13. ↑  John and Caitlin Matthews, Element Enc. of Mag.
14. ↑  Magickal, mythical, mystical beasts Архивная копия от 14 июля 2014 на Wayback Machine Архивная копия от 14 июля 2014 на Wayback Machine, Llewellyn Publications, 1996, p. 46, ISBN 9781567181760 |first1= missing |last1= in Authors list (help)
15. ↑  Train 1845, p. 142 gives the heading "the Sea-Glashtin"
16. ↑  Moore & Morrison 1924,p.83, under "Hom"
17. ↑  Waldron 1744 (2nd ed.), pp. 54–55
18. ↑  Also reprinted in Keitley, Fairy Mythology", p. 399, "The Fairy Banquet"
19. ↑  Train 1845, p. 147, n1.
20. ↑  John Joseph Kneen (1931), A grammar of the Manx language Архивная копия от 29 мая 2014 на Wayback Machine Архивная копия от 29 мая 2014 на Wayback Machine (snippet), p. 46).

Местный историк XVIII в. Джордж Уолдрон[англ.] записывает суеверие о водяном быке, "амфибном создании" с совершенной наружностью обычного быка, но той особенностью, что осемененная им корова рожала только бесформенный "комок плоти и кожи без костей", и часто подыхала при родах. Он также рассказывает, что один сосед обнаружил в своём стаде шального быка, и, заподозрив, что это водяной бык, собрал людей с вилами для погони, но зверь нырнул в реку и ускользнул от них, издевательски показав голову над поверхностью воды.[20] Вышеупомянутый Трэйн позже поддержал это эквивалентное название в мэнском языке (возможно, от своего местного репортёра).

Кавел-уштье
cabyll-ushtey ([ˈkaːvəl ˈuʃtʲə];<ref>Jennifer Draskau (2008), Practical Manx (preview), p. 223, ISBN 9781846311314
21. ↑  Moore 1891,Folk-lore", p. 52, "..they combine the attributes.. of.
22. ↑  Moore 1891, p. 53
23. ↑  Jenkinson 1874, pp. 151-2
24. ↑  Mackillop 1998, cabyll-ushtey "The Manx *each uisce or water-horse.
25. ↑  Campbell 1860, p.liii-v
26. ↑  Rhys effectively says so by transitive logic.